# Valkyria Chronicles
Valkyria Chronicles, conosciuto in Giappone come Valkyria of the Battlefield: Gallian Chronicles (戦場のヴァルキュリア -Gallian Chronicles-?, Senjō no Varukyuria -Gallian Chronicles-), è un videogioco di ruolo giapponese sviluppato dalla SEGA e distribuito per PlayStation 3, PC e PlayStation 4. Il giocatore nella storia assume il controllo del luogotenente Welkin Gunther, che alla guida della Squadra 7 e del carro armato Edelweiss porterà l'immaginaria nazione di Gallia alla vittoria contro la Federazione Imperiale che ha invaso la regione.
Il gioco è uscito in Giappone il 24 aprile 2008, mentre l'uscita europea è avvenuta il 31 ottobre 2008. Il successo ottenuto a livello mondiale è stato straordinario sia tra il pubblico che tra la critica, al punto tale che ne sono stati prodotti due sequel per PSP, intitolati Valkyria Chronicles II e Valkyria Chronicles III, usciti in Giappone il 21 gennaio 2010 e il 27 gennaio 2011 rispettivamente. Sono stati pubblicati inoltre numerosi manga ispirati alla trama del videogioco e, nell'aprile 2009, è stata trasmessa una serie televisiva anime di 26 episodi.

## Trama
La storia è ambientata in un'Europa alternativa nel 1935. Il Continente è diviso in due grandi blocchi: a Est vi è la Federazione Imperiale Esteuropea (una via di mezzo tra la Germania imperiale e l'Impero russo), governata da un sovrano centrale, mentre a Ovest è sorta la Federazione Atlantica, formata da un gruppo di stati democratici. Le due superpotenze sono in uno stato di perenne tensione per il possesso della ragnite, un minerale energetico da cui dipende l'intera tecnologia, sia quella civile che quella bellica, e lo sfruttamento dei giacimenti minerari lungo i confini ha già portato in passato ad una guerra.
Ora, dopo un periodo di relativa calma, l'Impero ha ripreso ad avanzare, dando il via a quella che è stata chiamata la Seconda Guerra Europea. Ad essere coinvolto nella guerra è stato anche il pacifico regno di Gallia (situato geograficamente nella zona della Livonia), che nonostante la sua perenne condizione di neutralità costituisce per l'Impero una preda irrinunciabile in virtù dei suoi sterminati giacimenti di ragnite. La Federazione Atlantica, troppo occupata a proteggere i suoi confini, rifiuta di appoggiare il piccolo stato, e di conseguenza Gallia si vede costretta a difendersi da sola contro lo sterminato esercito imperiale guidato dal principe Maximilian e dal suo secondo, Selvaria Bles.
Nel vortice di eventi che segue la dichiarazione di guerra fatta pervenire a Gallia rimane coinvolto anche il giovane Welkin Gunther, studente universitario figlio di un grande eroe di guerra destinato a seguire le orme del padre e a guidare il suo Paese alla vittoria contro l'Impero. Dopo essere entrato in possesso del carro armato appartenuto a suo padre e mantenuto dalla sua sorella adottiva Isara viene messo al comando della Squadra 7, composta da miliziani arruolati in supporto all'esercito regolare.

## Modalità di gioco
Valkyria Chronicles propone un sistema di gioco innovativo denominato BLiTZ system (Battle of Live Tactical Zones). Ogni turno inizia con una panoramica dall'alto del terreno di gioco, chiamata Modalità Comando, dove si possono vedere il numero di movimenti ancora a disposizione, gli alleati e gli eventuali nemici all'interno del campo visivo delle proprie unità. Selezionando un alleato si entra in Modalità Azione, con l'immagine che passa alla visuale in terza persona. Il giocatore può così controllare il movimento dei propri soldati. Ogni personaggio ha a propria disposizione una carica di punti azione (AP) che ne limita la libertà di spostamento. Oltre a muoversi, i personaggi hanno anche la possibilità di compiere un'azione, che viene eseguita dal giocatore in Modalità Target, e comprende sparare ad eventuali bersagli, curare sé stessi o gli alleati, lanciare una granata o, nel caso degli ingegneri, riparare un carro armato. Prendere il controllo di un'unità alleata costa un Segnalino Movimento (tranne i carri armati, che ne richiedono due); se i segnalini si esauriscono il turno finisce ma è possibile anche terminare il turno con ancora una piccola scorta in modo da averne di più a disposizione nel turno successivo. Nei panni di Welkin il giocatore ha infine la possibilità di impartire determinati ordini, sempre sacrificando un numero variabile di segnalini, in modo da attivare attacchi di artiglieria o innalzare il morale delle truppe.
Ogni personaggio appartiene ad una specifica classe, con punti di forza e debolezze: gli scout, veloci ma dotati di armamento leggero; i mitraglieri, con armamento pesante; i lancieri, armati di lanciarazzi ed efficaci come unità anticarro; i cecchini; e gli ingegneri, combattenti versatili e in grado di riparare i carri armati. All'interno della stessa classe i personaggi sono simili in termini di armamento e statistiche, ma ogni individuo possiede uno specifico set di potenzialità: abilità speciali attivate in battaglia da fattori psicologici o ambientali. Se un'unità perde tutti i suoi punti vita non muore subito ma rimane semplicemente priva di sensi; se entro tre turni un alleato non la raggiunge o se un nemico le arriva vicino l'unità muore definitivamente e non sarà più utilizzabile in missioni future.
Anche la conformazione del terreno riveste un ruolo fondamentale in Valchyria Chronicles: dalle postazioni sopraelevate personaggi come i cecchini hanno una migliore visuale e un maggiore raggio d'azione, i carri armati possono abbattere pareti per aprire nuovi percorsi, i sacchi di sabbia e i dossi nel terreno costituiscono ottimi ripari dal fuoco nemico, così come gli edifici, gli alberi e i punti ciechi, l'erba alta invece consente di strisciare sul terreno passando inosservati alla maggior parte dei nemici. Usando le truppe a propria disposizione, il giocatore deve raggiungere gli obiettivi specifici di ogni missione per ottenere la vittoria — spesso la cattura dell'accampamento rivale. Al termine di ogni missione il giocatore riceve denaro e punti esperienza, variabili a seconda della prestazione, con cui migliorare l'equipaggiamento e le abilità dei personaggi. La sconfitta avviene se le forze di un giocatore vengono completamente annientate, se il carro armato principale viene distrutto o se il quartier generale viene conquistato dal nemico.

## Sviluppo
Il team di sviluppo di Valkyria Chronicles, composto principalmente da persone che erano già state impegnate nella serie Sakura Wars, è stato guidato dal produttore Ryutaro Nonaka e dal direttore Shuntaro Tanaka. I due avevano in mente di creare un videogioco che combinasse elementi dei loro lavori precedenti: l'aspetto strategico di Sakura Wars, elementi di azione in terza persona come Nightshade e l'influenza del gioco di ruolo Skies of Arcadia. Il team si sforzò dunque di dare uguale importanza all'elemento strategico e di azione. L'aspetto tattico del gioco venne enfatizzato dall'introduzione del sistema delle potenzialità, che assegna delle specificità ad ogni personaggio, dando loro affinità per alcuni ambienti, condizioni o altri personaggi. In contrasto con il ritmo scandito di altri videogiochi a turni, la parte in terza persona del BLiTZ system venne progettata con un senso di immediatezza e di tensione, ottenuto in parte permettendo ai soldati nemici di difendersi attivamente durante il turno del giocatore e vice versa. Importante fu anche l'inserimento di scenari e mappe che ricalcassero le situazioni della seconda guerra mondiale, come teste di ponte su spiagge, l'avanzamento attraverso foreste o lo sfondamento di barricate per le strade di città in mano al nemico. La visione di film e serie televisive di guerra quali Band of Brothers - Fratelli al fronte, Salvate il soldato Ryan e Combat! favorirono il processo.
Per complementare il gameplay, i programmatori optarono per un disegno distintivo e stilistico, realizzato tramite il motore grafico CANVAS. Con l'aggiunta di un tocco di fantasia il team di sviluppo sperava di attirare l'attenzione del pubblico che tradizionalmente non giocava a videogiochi con un'ambientazione simile, ma con combattimenti più realistici. L'uso di una tavolozza di colori caldi servì a ridimensionare «la natura grottesca e realistica della guerra» e a porre invece l'accento sui personaggi e sulla storia. «Volevamo mostrare che il realismo non è l'unica cosa che si può fare con la grafica 3D», aggiunse Tanaka. Il character design venne affidato a Raita Honjou, il quale ricercò un aspetto che venne descritto da Jeremy Parish di 1UP.com come "rustico". Nelle fasi iniziali della programmazione il design si rifaceva in modo più marcato ad esempi della seconda guerra mondiale, ma il risultato venne giudicato troppo moderno. Honjou ripiegò così su un aspetto che fosse più simile a quello della prima guerra mondiale, creando prima le illustrazioni di Alicia e Welkin e usandole come base per il resto dell'esercito galliano. L'influenza della seconda guerra mondiale è visibile invece nel design dei personaggi imperiali come Gregor, la cui uniforme è largamente basata sulle uniformi degli ufficiali tedeschi del periodo.
La colonna sonora di Valkyria Chronicles è stata composta da Hitoshi Sakimoto, il quale ha dichiarato che l'intero processo di composizione, registrazione ed editing della musica ha richiesto otto mesi di tempo. Il tema principale del gioco è stato composto in una varietà di arrangiamenti diversi, poi incorporati in altri brani dai toni contrastanti. Considerando la trama del gioco, Sakimoto diede alla musica un "tocco militaresco". Altri temi importanti inseriti nella colonna sonora sono il contrasto tra le due protagoniste femminili: Alicia e Selvaria, e il rapporto tra Alicia e Welkin.

## Distribuzione
Il gioco è uscito in Giappone il 24 aprile 2008, mentre l'uscita europea è avvenuta il 31 ottobre 2008.
Contenuti scaricabili (DLC) supplementari sono stati resi disponibili all'acquisto tramite PlayStation Network. Il primo extra è stata l'inclusione di una modalità Difficile, che ripropone le missioni della storia in una versione dove l'Edelweiss non è disponibile. Due side story intitolate "Edy's Mission: Enter the Edy Detachment" e "Selvaria's Mission: Behind Her Blue Flame" presentano rispettivamente la squadra di Edy Nelson e Homer Pieron e la prima parte dell'invasione della Gallia vista dalla prospettiva imperiale. La modalità hard e Edy Nelson sono state pubblicate in Giappone l'8 agosto 2008, mentre Selvaria's Mission è stata resa disponibile il 31 ottobre dello stesso anno. Tutti e tre sono stati pubblicati in Europa e in Nord America il 16 aprile 2009. Un quarto extra, "Edy Detachment's Formal Challenge!", è stato reso disponibile in Giappone il 26 giugno 2009 e in Europa e Nord America il 25 febbraio 2010. Esso include sei missioni, ognuna incentrata su una delle diverse classi di personaggi del gioco. La versione per PC contiene tutti i quattro DLC usciti per console.
Il 5 marzo 2009 Valkyria Chronicles è stato ridistribuito nei negozi giapponesi sotto l'etichetta "The Best", in un'edizione che include Edy's Mission senza bisogno di scaricamenti. Un porting del gioco è stato distribuito per Windows sulla piattaforma Steam a partire dall'11 novembre 2014. Questa versione include tutti i DLC e presenta migliorie grafiche come la possibilità di giocare a 60 fotogrammi per secondo o a risoluzioni maggiori di 1080p. Una versione rimasterizzata per PlayStation 4 a risoluzione nativa di 1080p, 60 frame al secondo e tutti i DLC del gioco, è stata annunciata in Giappone per il 10 febbraio 2016 mentre in Occidente uscirà nella primavera del 2016.

## Media derivati

### Manga

Copertina del primo volume dell'edizione italiana del manga Valkyria Chronicles - Le cronache di Gallia

Dal gioco sono stati tratti due adattamenti manga. Il primo, Valkyria Chronicles - Wish Your Smile (戦場のヴァルキュリア- wish your smile-?, Senjō no Varukyuria - wish your smile-), è uno shōjo scritto dalla SEGA, realizzato da Kyusei Tokito e serializzato dal 12 novembre 2008 sulla rivista Comics B's Log di Enterbrain. In seguito i capitoli sono stati raccolti in due volumi tankōbon, pubblicati il 1º maggio 2009 e il 1º marzo 2010. L'opera si incentra su due personaggi creati appositamente per il manga: Mintz, un ingegnere, e Julius Klose, un cecchino, entrambi facenti parte della Milizia.
Il secondo, intitolato Valkyria Chronicles - Le cronache di Gallia (戦場のヴァルキュリア -Valkyria Chronicles-?, Senjō no Varukyuria -Valkyria Chronicles-) è stato scritto sempre da SEGA e realizzato da Kito En. La trama ripercorre in linea generale gli eventi del videogioco, divergendo da esso in alcuni punti. È stato serializzato dal 26 novembre 2008 su Comp Ace e pubblicato in quattro albi, dal 21 novembre 2008 al 20 marzo 2010, dalla Kadokawa Shoten. Questo manga è stato tradotto anche in italiano da Panini Comics, che ne ha pubblicato un adattamento in quattro volumi, pubblicati mensilmente dal 22 giugno al 21 settembre 2013.

#### Volumi
| Valkyria Chronicles - Wish Your Smile (2 volumi)       |                  |                        |                   |                        |
| 1                                                      | 1º maggio 2009   | ISBN 978-4-7577-4895-8 | -                 | -                      |
| 2                                                      | 1º marzo 2010    | ISBN 978-4-04-726375-8 | -                 | -                      |
| Valkyria Chronicles - Le cronache di Gallia (4 volumi) |                  |                        |                   |                        |
| 1                                                      | 21 novembre 2008 | ISBN 978-4-04-715137-6 | 22 giugno 2013    | ISBN 978-88-912-5081-0 |
| 2                                                      | 22 maggio 2009   | ISBN 978-4-04-715241-0 | 20 luglio 2013    | ISBN 978-88-912-5112-1 |
| 3                                                      | 22 ottobre 2009  | ISBN 978-4-04-715310-3 | 24 agosto 2013    | ISBN 978-88-912-5160-2 |
| 4                                                      | 20 marzo 2010    | ISBN 978-4-04-715417-9 | 21 settembre 2013 | ISBN 978-88-912-5192-3 |

### Anime
Senjō no Valkyria -Gallian Chronicles- (戦場のヴァルキュリア -Valkyria Chronicles-?, Senjō no Varukyuria -Valkyria Chronicles) è la serie televisiva anime tratta dal videogioco. La serie è stata prodotta dalla A-1 Pictures, diretta da Yasutaka Yamamoto e scritta da Michiko Yokote all'interno del Project Valkyria Group. La trasmissione è avvenuta dal 4 aprile al 26 settembre 2009 sui canali Animax, Tokyo MX, MBS, CBC, Chiba TV, TV Kanagawa, TV Hokkaido, BS11 e TVQ Kyushu Broadcasting. La serie segue abbastanza fedelmente la trama del videogioco, dal quale differisce soltanto in alcuni dettagli della caratterizzazione dei personaggi principali come Alicia e l'introduzione di un personaggio inedito come Ramal Valt. I personaggi mantengono elementi del gioco, ma sono stati ridisegnati espressamente per l'anime da Atsuko Watanabe. L'opera è stata distribuita in Giappone per il mercato home video in una collezione di nove DVD, pubblicati dal 5 agosto 2009 al 7 aprile 2010.
La colonna sonora dell'anime è stata scritta dallo stesso compositore delle musiche del gioco, Hitoshi Sakimoto. La serie adotta due sigle di apertura: dall'episodio 1 al 13 viene utilizzata Asu e no kizuna (明日へのキズナ? lett. "I legami che conducono al domani"), cantata da Himeka, mentre dalla puntata 14 si sente Kanashimi rensa (カナシミレンサ?) delle Maria. Le sigle di chiusura sono Ano kaze ni notte (アノ風ニノッテ?) dei pe'zmoku (ep. 1-13), Hitotsu no negai (ひとつの願い?), cantata da Hikari Inoue (ep. 14-25) e Brightest Morning cantata sempre da Inoue (ep. 26).
Nel 2011 è stato prodotto un OAV in due puntate dal titolo Senjō no Valkyria 3: Dare ga tame no juusou (戦場のヴァルキュリア3 誰がための銃瘡?), pubblicato il 29 giugno 2011 in DVD e Blu-ray Disc.

## Accoglienza
| Testata                            | Giudizio |
| ---------------------------------- | -------- |
| GameRankings (media al 30-05-2021) | 87.22%   |
| Metacritic (media al 30-05-2021)   | 86/100   |
| Electronic Gaming Monthly          | A-       |
| Famitsū                            | 34/40    |
| Game Informer                      | 8,5/10   |
| Game Revolution                    | B+       |
| GameSpot                           | 8,5/10   |
| GameTrailers                       | 9,1/10   |
| IGN                                | 9,0/10   |
| X-Play                             | 4/5      |
| Play Generation                    | 89/100   |

Valkyria Chronicles è stato apprezzato da buona parte della critica specializzata, tra cui IGN, RPGFan, X-Play e GameTrailers. Kevin VanOrd di GameSpot è rimasto impressionato dall'innovativa modalità di gioco, argomentando che, tramite l'eliminazione di alcune rigidità come una mappa a griglia, Valkyria Chronicles offre ai giocatori un senso di libertà tattica assente in altri giochi dello stesso genere. Il combattimento, reso più attivo, è stato elogiato per produrre situazioni di tensione e per tenere il giocatore emotivamente coinvolto nel gioco. Punti forti del videogioco sono stati individuati nella storia e nel modo in cui viene presentata. Ne è stata inoltre apprezzata la longevità, con James Quentin Clark di RPGFan che ha affermato: «il gioco migliora più tempo trascorri a giocarci». Nonostante generalmente soddisfatti, diversi esperti hanno criticato il comportamento a volte discutibile dell'intelligenza artificiale nemica, mentre altri hanno affermato che la visuale in terza persona interferisce in alcune situazioni con la possibilità di mirare efficacemente.
Nonostante il successo di critica, le vendite del videogioco sono state medio-basse. In Giappone ha aperto con un buon 77 000 copie vendute nella prima settimana, ma si è posizionato solo 93º nell'elenco dei giochi più venduti del 2008, con 141 589 copie. Negli Stati Uniti ha venduto solo 33 000 copie nel mese di apertura, vendendo in generale appena sopra un milione di copie nel mondo nel 2008. Le vendite in Nord America subirono un drastico aumento nell'aprile 2009 in seguito ad un abbassamento di prezzo e alla contemporanea uscita della serie televisiva anime basata sul videogioco.
La rivista Play Generation lo classificò come il quarto miglior gioco di strategia del 2008. La stessa testata diede alla versione per PlayStation 3 un punteggio di 89/100, trovandolo un GdR strategico pregevolissimo, con stile da vendere e meccaniche originali ed una buona trama anche se solo in inglese.

## Citazioni e riferimenti
Due personaggi minori del gioco, Vyse Inglebard e Aika Thompson, rispettivamente shocktrooper e scout, sono i protagonisti di un altro gioco Sega, Skies of Arcadia, uscito su Dreamcast e su GameCube. Anche un terzo personaggio del gioco dal nome Fina, è presente in Valkyria, interpretando il medico della squadra 7. Vyse appare anche nella trasposizione animata del videogioco, durante l'episodio 13, quando guida una spedizione d'attacco che ha l'ordine di attirare l'attenzione delle truppe imperiali a difesa di Frouzen per permettere alla Squadra 7 di infiltrarsi al suo interno.